# Commission Internationale Permanente pour l'Épreuve des Armes à Feu Portatives
La Commission internationale permanente pour l'épreuve des armes à feu portatives (CIP, en castellano "Comisión Internacional Permanente para la Prueba de las Armas de Fuego Portátiles"), creada en 1914 por Joseph Fraikin, es una organización internacional con sede en Bruselas e idioma oficial francés, que establece las reglas para la aprobación en banco de pruebas, de las armas de fuego y sus municiones. Su objetivo es armonizar los procedimientos entre los Estados miembros (14 actualmente) y asegurar la reciprocidad de sus punzones de prueba.